# Moisés Henriques
Moisés Constantino Henriques (Funchal, Madeira, 1 de Fevereiro de 1987) é um jogador profissional de críquete australiano, amplamente considerado como sendo um dos melhores jovens talentos no críquete australiano.